# Sōtīrīs Manōlopoulos (cestista 1970)
Sōtīrīs Manōlopoulos (in greco Σωτήρης Μανωλόπουλος?; Atene, 27 giugno 1970) è un allenatore di pallacanestro ed ex cestista greco.

## Palmarès

### Giocatore
- Coppa Saporta: 1

Maroussi: 2000-01